# Josef Mihalek
Josef Mihalek (* als József Mihalek)  war ein ungarischer Fußballspieler. 

## Karriere
Josef Mihalek spielte bis 1922 als Verteidiger beim Verein Kispesti AC. Im selben Jahr erhielt er vom Deutschen Fußball-Bund eine dauerhafte Spielerlaubnis und wechselte zum Stuttgarter SC. Anschließend spielte er bei den Stuttgarter Kickers. Mit den Kickers erreichte er mehrfach die Endrunde um die süddeutsche Meisterschaft. Später war Mihalek von 1939 bis 1945 Trainer beim VfR Aalen. Später trainierte der Ungar auch den 1. Göppinger SV und war als Jugendtrainer bei den Stuttgarter Kickers tätig.